# Curtis Hobock
Curtis Hobock (* 7. Mai 1926 in Hatchie, Tennessee, als Curtis Edgar Hobock, Jr.; † 1988) war ein US-amerikanischer Country- und Rockabillymusiker.

## Leben

### Kindheit und Jugend
Curtis Hobock wurde 1926 im Haywood County, Tennessee, geboren und wuchs auf der elterlichen Farm auf. Hobocks Eltern Curtis Edgar Sr. und Anna Lee-Moore waren deutschstämmig und niederländischer Herkunft und hatten fünf weitere Söhne und sechs Töchter. Hobock selbst arbeitete früh auf der Farm mit, hatte musikalisch gesehen aber keine frühe Bildung. Sein Vorbild in damaligen Tagen war Roy Rogers. 1942/1943 meldete er sich freiwillig zur US Navy, wo er Gitarre und Steel Guitar spielen lernte.

### Karriere
Nach seiner Entlassung 1945 heiratete Hobock Geneva Sue Johnson, mit der er spätere mehrere Kinder hatte, und zog zurück nach Tennessee, wo er seine Familie mit Gelegenheitsjobs ernährte. Im April 1956 zog er nach Bemis, das in der Nähe von Jackson, Tennessee, liegt.
In den Jahren 1956 und 1957 begann er musikalisch aktiv zu werden. Er spielte einer Band aus Jackson, den Stardusters, vor, die gerade einen Sänger suchten. Kurz danach wurde Hobock Mitglied der Band, die er auch managte. Zu dieser Zeit bestand die Band aus Tommy Jones (Gitarre), Coy Lomax (Bass), Joe Ritchie (Schlagzeug) und Eula Mae Stevens (Klavier). Die Stardusters spielten um Jackson in zahlreichen Clubs, tourten und waren im nahegelegenen Memphis über WHBQ zu hören. Das Repertoire bestand aus Country und Rockabilly; Hobocks persönliches Idol in diesen Tagen war Jim Reeves. Hobocks erste Session für das lokale Label Lu Records wurde nicht veröffentlicht. Im Juni 1959 wurde schließlich die erste Platte von Hobock und den Stardusters auf Lu veröffentlicht, The Whole Towns Talking/Do You Think. Es folgte einen Monat später mit Tom Dooley Rock & Roll/China Rock eine weitere Single auf Lu.
Nach diesen ersten Aufnahmen für Lu wechselte die Besetzung der Stardusters ständig, lediglich Gitarrist Tommy Jones und Hobock selbst als Sänger, Gitarrist und Pianist blieben. Zur selben Zeit waren Hobock und seine Band oft im Dixieland Jamboree zu hören und machten angeblich Aufnahmen für Sun Records, die aber nicht veröffentlicht wurden. Hobocks Sohn Roy bestritt jedoch später, dass sein Vater Stücke für Sun eingespielt hat.
Nach ausgedehnten Tourneen, die bis nach Las Vegas führten, traf Hobock den Produzenten Murray Nash ungefähr 1963. Nash verschaffte Hobock Plattenverträge mit Cee & Cee Records und MusiCenter Records, die jeweils zwei Singles von Hobock veröffentlichten. Der anhaltende Misserfolg – keine von Hobocks Singles schaffte den Sprung in die Charts – bewegte Hobock schließlich im August 1966 dazu, die Musik aufzugeben und mit seiner Familie nach Fresno, Kalifornien, zu ziehen.
Im privaten Kreis spielte Hobock weiterhin, gab aber keine Auftritte mehr. Curtis Hobock starb 1988. Zu diesem Zeitpunkt waren einige seiner Songs bereits mehrmals wiederveröffentlicht worden, wovon Hobock aber keine Kenntnis hatte.

## Diskographie

### Singles
Alle Sun-Aufnahmen stammen möglicherweise nicht von Hobock.
| 1959                    | The Whole Towns Talking / Do You Think | Lu 506          |
| 1959                    | Tom Dooley Rock & Roll / China Rock | Lu 508          |
| 1965                    | Hey Everybody / What a Dream | Cee and Cee 501 |
| 1965                    | Have Mercy / If You Only Loved Me | Cee and Cee 502 |
| 1965                    | I Found a Way / Lonely Weekends | MusiCenter 3103 |
| 1965                    | Definition of Love / One Heart’ll Love You | MusiCenter 3105 |
| Unveröffentlichte Titel | |                 |
|                         | - Bop It Rock - Mona Lisa - Sea of Love - Tom Dooley Rock & Roll | Live-Aufnahme   |
|                         | - Driftwood - Talking About Rock’n’Roll - Tennessee Mail |                 |
| 1959–1960               | - Apron Strings - The King Is Back - Trip Into Love - With My Best Friend | Sun             |
|                         | - For All I’m Worth - My Bonnie Lies |                 |
|                         | - Broken Heart City - Crazy Twist - Divorce Me C.O.D. - A Fallen Star - From the Bottom of My Heart - Hobock’s Guitar Boogie - I Wanna Shake It - I Want to Know - Tribute to Jim Reeves - Wipe Out |                 |

### Alben
- 2003: Hey Everybody: Anthology 1958-65 (Star-Club, Schweden)